# Гринпойнт
Гри́нпойнт (англ. Greenpoint) — самый северный район боро Бруклин, Нью-Йорк. С севера и северо-востока он омывается рукавом Ньютаун-Крик пролива Ист-Ривер. На востоке Гринпойнт ограничен районом Ист-Уильямсберг, на юге — районом Уильямсберг. С запада омывается водами пролива Ист-Ривер.

## История
В 1638 году земли, на которых расположен Гринпойнт, у местных индейцев выкупили голландцы. Вплоть до начала XIX века на этой территории располагались в основном земельные наделы.
В 1840—1860 годах Гринпойнт начал активно индустриализироваться. В нём открылись стеклодувные, книгопечатные и гончарные мастерские, производства чугуна и нефте- и газоперерабатывающие заводы. В 1850-х годах между поселением и Ист-Сайдом Манхэттена было открыто две паромных переправы. На набережной пролива Ист-Ривер в Гринпойнте открылось множество верфей. На одной из них был заложен первый в США броненосец «Монитор».
До 1880-х годов Гринпойнт был в основном заселён голландцами, ирландцами и англичанами. В те годы в район начали прибывать выходцы из Польши, России и Италии.
В начале XX века темпы производства в Гринпойнте начали постепенно снижаться, а после Второй мировой войны фактически сошли на нет. Тогда же в район пришла вторая волна иммигрантов из Польши. К 1980-м годам польскоговорящего населения в Гринпойнте стало столько, что район получил прозвище «Маленькая Польша». Так, два моста в районе: мост Костюшко и мост Пуласки — названы в честь польских народных героев, Тадеуша Костюшко и Казимира Пулавского.
Начиная с 1940—1950-х годов из заброшенных нефтехранилищ Гринпойнта в воды Ньютаун-Крика начала поступать нефть. Утечка была обнаружена лишь в 1978 году. К тому моменту по оценкам экологов протекло до 110 000 м³ нефти. Этот объём превышает количество нефти, вытекшей при аварии танкера «Эксон Валдиз», в 3 раза. В 2011 году корпорация ExxonMobil, владеющая нефтехранилищами, была приговорена к штрафу в 19,5 млрд долларов США.

## Культура и достопримечательности
Гринпойнт оправдывает своё второе название «Маленькая Польша»: в нём имеется множество ресторанов, подающих польскую колбасу, открытые пироги и клёцки. Построенная в 1896 году на Гумбольдт-стрит церковь святого Станислава Костки имеет самый большой польскоговорящий приход в Бруклине. Одной же из наиболее заметных церквей в районе является православный собор Преображения Господня, включённый в Национальный реестр исторических мест США.
Среди наиболее заметных парков Гринпойнта: Мак-Каррен-парк и Мак-Голрик-парк, в котором установлен памятник броненосцу «Монитор».

## Население
По данным на 2011 год, численность населения района составляла 72 746 жителей. Средняя плотность населения составляла 10 202 чел./км², что примерно в 1,3 раза ниже средней плотности населения в Бруклине. Средний доход на домашнее хозяйство был примерно в 1,1 раза выше среднего показателя по городу: $60 523.
Около 2⁄3 населения Гринпойнта представлено белыми. В конце XX века население района пополнилось выходцами из Пуэрто-Рико, Гайаны, Доминиканы, Колумбии, Эквадора, Китая и Пакистана.

## Общественный транспорт
Гринпойнт обслуживается маршрутом G Нью-Йоркского метрополитена. По состоянию на сентябрь 2014 года в районе действовали автобусные маршруты B24, B32, B43, B48 и B62.